# بری مایستر
بری مایستر (انگلیسی: Barry Maister؛ زادهٔ ۶ ژوئن ۱۹۴۸) بازیکن هاکی روی چمن اهل نیوزیلند بود.